# Indra Putra Mahayuddin
Indra Putra Mahayuddin (* 2. September 1981 in Ipoh, Perak, Malaysia) ist ein malaysischer Fußballspieler.

## Karriere

### Verein
Indra Putras Vereinsstationen waren Perak FA in den Jahren 2002 und 2003, mit denen er in beiden Jahren Meister wurde. 2004 wechselte er zu Pahang FA und schaffte gleich im ersten Jahr den erneuten Erfolg – den ersten Titel der Malaysischen Super League; außerdem wurde er mit 15 Toren Torschützenkönig der malaysischen Liga. 2007 wechselte er zu Selangor FA, ein Jahr später zu Kelantan FA. Bei Kelantan spielte er bis auf zwei Unterbrechungen (Terengganu FA II 2011, FELDA United 2014–2015) bis Ende 2017. 2018 wechselte er zu Kuala Lumpur FA. Mit dem Klub stieg er Ende 2019 in die zweite Liga ab.

### Nationalmannschaft
Indra Putra spielt seit 2002 in der Nationalmannschaft und war bei der Fußball-Asienmeisterschaft 2007 in Malaysia und Indonesien der Torschütze Malaysias beim 1:5 gegen China.

## Erfolge
Perak FA
- Malaysia Super League: 2002, 2003

Pahang FA
- Malaysia Super League: 2004

## Auszeichnungen
Malaysia Super League: Torschützenkönig 2004